# Kasteel Erenstein

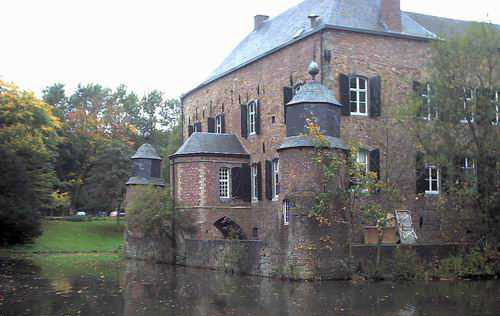
Kasteel Erenstein

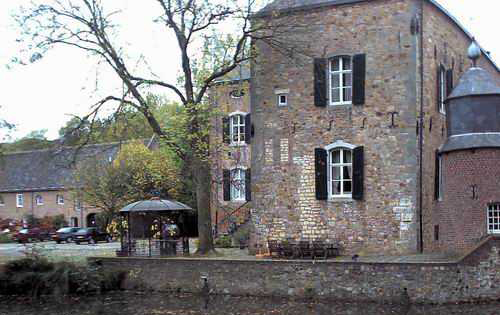
Close-up van Kasteel Erenstein

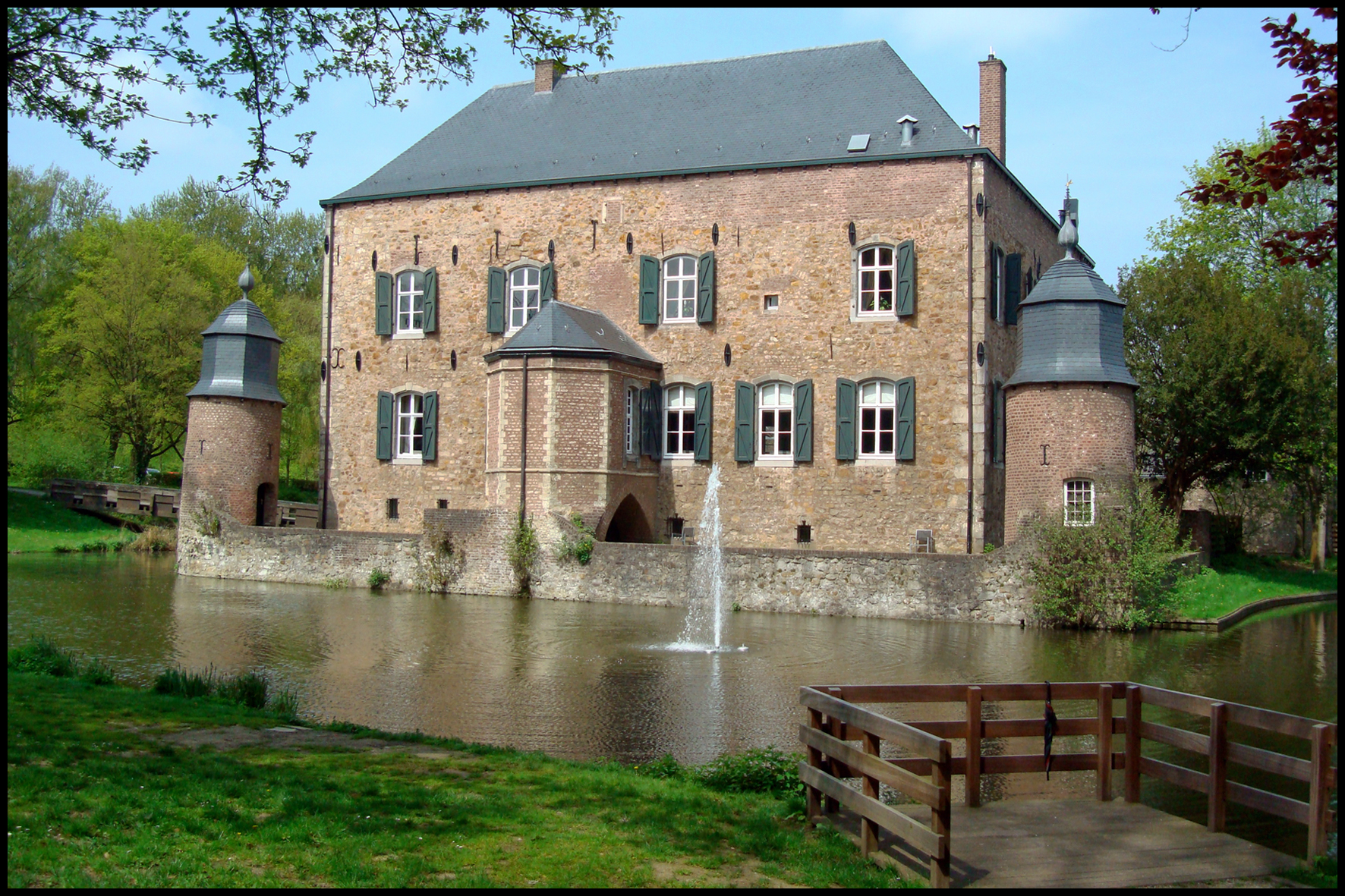
2013

Kasteel Erenstein ligt ten noorden van buurtschap Ham in de gemeente Kerkrade in Nederlands-Limburg in de Anstelvallei. Erenstein is een verbastering van de familienaam Van Ederen, zoals die ook gebruikt werd door ridder Adam van Ederen. De toevoeging stein betekent 'versterkt stenen huis'. 'Ederen' werd vrijwel direct verkort naar 'Eren'.
Lange tijd was Erenstein de zetel van (adellijke) families als Spies von Büllesheim, Poyck, De Grand Ry (vanaf 1858), De Cartier en Grupello. Architect Johann Joseph Couven had grote invloed op een aantal bouwkunstzaken. Tussen 1900 en 1975 werd Erenstein meestal omschreven als kasteel Oud-Erenstein, om onderscheid te maken tussen het kasteel en de hoeve Nieuw Erenstein. Het kasteel en de landerijen eromheen liggen in een gebied dat Groene Long en Cranenweyer genoemd wordt. De gracht om het kasteel wordt gevoed uit de Anstelerbeek.
Ten zuiden van het kasteel lag de Brugmolen.

## Geschiedenis
1340Het kasteel is gebouwd in de eerste helft van de 14e eeuw (1340). Andere bronnen vermelden als bouwjaar 1396.
1450In dit jaar huwde Johanna van Gronsveld met Johan Huyn waardoor hij eigenaar werd van het kasteel.
1700Op 11 mei 1708 brak er een grote brand uit die de stallingen en de graanschuur verwoestte. Het huidige gebouw met kapel en hoektorens dateert van 1722.
1900In 1903 ging Erenstein over in eigendom naar Franse paters Franciscanen. Sinds de aankoop in 1940 voor fl 20.000 is de gemeente Kerkrade eigenaar van het gebouw, die het kasteel als streekmuseum gebruikte.
Vanaf 1946, tot circa 1956, werkten diverse bekende kunstenaars die afkomstig waren uit de regio in de ruimtes van het kasteel, met toestemming van de beheerder: Frans Nols, Jef Diederen en Marianne van der Heijden, alle drie studeerden in die tijd aan de Rijksacademie in Amsterdam.
Tot in de jaren 1960 stonden bij Erenstein het huis van de familie Vilain, het voormalige klooster van de paters Franciscanen en de boerderij van familie Smeets, die daarna nog van de familie Maessen is geweest. Vanaf 1961 was het museum gesloten en werd het kasteel ingrijpend gerestaureerd. In 1974 ging de mijnbouwcollectie over naar het nieuwe mijnmuseum in abdij Rolduc. Tussen 1980 en 2010 behoorde Erenstein samen met Château Neercanne en Winselerhof tot de Camille Oostwegel ChâteauHotels & -Restaurants-groep.

## Eigenaren
- 2010 Fletcher Hotel Group
- 1980 - 2010 Camille Oostwegel
- 1940 - 1980 Gemeente Kerkrade
- 1903 - 1940 Paters Franciscanen
- 1840 - 1880 Victor Joseph de Grand Ry en Maria Josepha de Grand Ry-Colen
- ... - 1840 Maria Josepha Colen
- 1802 - ... Michel Francis Colen
- ... - 1802 Augustinus Goswinus Poyck
- 1725 - ... Petrus Caspar Poyck en Aldegonda Jacobine De Grupello. Medebewoners: Anna Maria Dautzenberg en Gabriël Grupello.
- 1707 - ... Willem Hendrik Poyck
- ... - 1707 Vrijdame van Eynatten van Opsinnich en H.B. van Wassenaar
- 1689 - ... Johan Theobald van Eynatten van Opsinnich (ook bekend onder de naam: Johan Theobald von Sinnich Schellert)
- 1681 - 1689 Gravin van Limburg-Stirum
- 1641 - 1681 Frans Wilhelm Spies von Büllesheim
- 1588 - 1641 Johannes Spies van Kasrwel
- 1562 - 1588 Daniël Spies von Büllesheim tot Schweinheim
- 1499 - 1549 Familie Huyn van Amstenrade
- 1450 - 1499 Johanna van Gronsveld en Johan Huyn van Amstenrade
- 1403 - ... Daem van Ederen en Johann Grande, sinds 16 mei
- 1374 - 1403 Daem van Ederen (mogelijk sinds 1375) tot 16 mei
- 1363 - 1374 Adam van Ederen (mogelijk tot in 1375)
- ... - ... Vooralsnog onbekend

## Trivia
In 2021 en 2022 werd in het kasteel het RTL 4-programma De Verraders opgenomen. Het werd in deze jaren hier opgenomen omdat het vanwege de coronapandemie die in 2020 uitbrak in deze jaren niet mogelijk was om hiervoor naar het buitenland te gaan wat oorspronkelijk de bedoeling was. Nederland lag hierdoor beide jaren volledig stil op het moment van de opnames. Om dezelfde reden werd in 2022 ook het eerste seizoen van de Vlaamse versie van dit programma hier opgenomen. Ook deze zou in 2022 oorspronkelijk in het buitenland worden opgenomen.
Aerwinkel · Kasteel Afferden · Aldt Huys · Aldenborgh · Kasteel Aldenghoor · Aldenhoven · Alte Burg · Kasteel Amstenrade · Slot Annendael · Kasteel Arcen · Baersdonck · Bakvliet · Baronsberg · Baxhof · Beegden ·  Benzenrade · Kasteel De Berckt · Kasteel Bethlehem · Beusdaelshof · Binsfeld · Huis Blankenberg · Kasteel Bleijenbeek · Blitterswijck · Boerlo · Bolberg · Bollenberg · Kasteel De Bongard · Borggraaf · Kasteel d'Erp · Kasteel Borggraaf · Kasteel Borgharen · Kasteel Born · Huis Bree · Breust · Kasteel Broekhuizen · Broekhuizen · Gracht Burggraaf · Kasteel De Burght · Kasteel Cartils · Cloppenburg (Oost-Maarland) · Kasteel Cortenbach · Huis De Dael · Dammerscheid · Kasteel De Bockenhof · De Donck (Sevenum) · De Donck (Swolgen) · De Dorth ·  Huis ten Dijcken · Kasteel Doenrade · De Doom · Douve · Douvenrade · De Dries · Kasteel Erenstein · Kasteel Eijsden · Eijsden · Einrade · Kasteel Elsloo · Ensenbroek · Eperhuis · Etzenraderhuuske · Exaten · Kasteel Eijckholt · Kasteel Eyckholt · Eys · Gastendonck · Kasteel Genbroek · Gebroken Slot · Kasteel Geijsteren · Kasteel Op Genhoes · Kasteel Genhoes · Genneperhuis · Kasteel Het Geudje · Kasteel Geulle · Kasteel Geusselt · Geijsteren · Gen Heck · Ghoor · Kasteel Goedenraad · Kasteel Grasbroek · Kasteel Groenendaal · Groethof · Groot Paarlo · Kasteel van Gronsveld · De Gun ·Kasteel Haeren · Kasteel Den Halder · Heerlaer · Heeze · Heijen · 's-Herenanstel · Kasteel Hillenraad · Kasteel Hoensbroek · Hoenshuis · Holstrate · Holtmühle · Huize Holtum · Kasteel Horn · De Horst · Huys ter Horst · Ten Hove (Grathem) · Ten Hove (Panningen) · Huis Brias · Huis Darth ·  Kasteel Hurpesch · Kasteel Sint-Jansgeleen · Kasteel Jerusalem · Kasteel Kaldenbroek · Den Kamp · Kasteel Karsveld · Kasteel Keverberg · Klein Paarlo · Klimmender Huuske · De Kolck · Koppelberg · Laar · Landsfort · Kasteel Lemiers · Kasteelruïne Lichtenberg · Kasteel Limbricht · Lonesteyn · Huize Lovendael · Mazenburg · Kasteel van Meerlo · Kasteel Meerssenhoven · Meezenbroek · Kasteel van Mheer · Middelaar · Kasteel Millen · Kasteel Montfort · Movert · Mulrode · De Munt · Château Neercanne · Kasteel Neubourg · Nienghoor · Huis Nierhoven · Kasteel Nieuwenbroeck · Nije Huys · Kasteel Nijenborgh · Kasteel Nijswiller · Nijthuysen · Kasteel Obbicht · Oedenrade · Kasteel Ooijen · Kasteel Oost (Valkenburg) · Kasteel Oost (Oost-Maarland) · Kasteel Ouborg · Overen · Kasteel Passarts-Nieuwenhagen · Prickenis · Prinsenhof · Puth · De Putting · Raath · De Raay · Ravenhof · Kasteel Reijmersbeek · Kasteel van Rijckholt · Kasteel Rivieren · Rodenbroek · Rosendaal · Kasteel Schaesberg · Kasteel Schaloen · Te Scharen · Schenkenburg · Kasteel Scheres · De Spijker (Geijsteren) · De Spijker (Leeuwen) · Huis Severen · Sibberhuuske · Château St. Gerlach · Spraland · Huis De Spyker · Huize Stalberg · Stalberg (Wellerlooi) · De Steeg · Kasteel Stein · Steinhagen · Steenen Huis · Stoel van Swentibold · Strijthagen (Landgraaf) · Strijthagen (Welten) · Struyver · Kasteel Terborgh · Terlinden (Wijnandsrade) · Terveurdt · Ter Weyer · Kasteel Ter Worm · De Tombe · Huis De Torentjes · Triest · Trippaert · Kasteel Vaalsbroek · Kasteel Vaeshartelt · Valkenburg · Vliek · De Vroenhof · Vrijburg · Kasteel Wambach · Warenberg · Well · Weyershof ·  Wijlre · Kasteel Wijnandsrade · Wijnandsrade · Wijnantshof · Wissegracht · Huize Witham · Kasteel Wittem · Wolfrath · Wylre